# Nai sừng tấm Ireland
Nai sừng tấm Ireland hay Nai khổng lồ (tên khoa học Megaloceros giganteus) là một loài thuộc họ Megaloceros và là loài nai lớn nhất từng sống trên Trái Đất. Chúng là loài có phạm vi sống quanh đại lục Á-Âu trong kỷ Pleistocen muộn, từ Ireland đến phía bắc châu Á và châu Phi, một phân loài đã được ghi nhận tại Trung Quốc. Hóa thạch gần đây nhất của chúng có niên đại khoảng 7.700 năm trước đây, được phát hiện ở Siberia. Mặc dù hầu hết những bộ xương được tìm thấy ở đầm lầy Ireland, nhưng chúng không phải là loài động vật chỉ tồn tại duy nhất ở Ireland và chúng cũng không liên quan chặt chẽ với loài nai sừng tấm - Nai sừng tấm châu Âu (Alces alces) hay Nai sừng tấm Bắc Mỹ (Cervus canadensis). Phân tích phát sinh loài gần đây ủng hộ ý tưởng về một mối quan hệ chị em giữa hươu hoang dã và nai Ireland. Vì lý do này, cái tên Nai khổng lồ vẫn là cái tên được sử dụng phổ biến hơn.

## Mô tả
Loài này có chiều cao khoảng 2,1 mét (6,9 ft) và đặc biệt là chúng có gạc lớn trên đầu với 3,65 mét (12,0 ft) được tính từ đỉnh đầu đến phần vươn dài ra nặng tới 40–50 kg (88 lb). Kích thước cơ thể của chúng rất giống với phân loài nai sừng tấm Alaska (Alces alces gigas). Nai Ireland ước tính đã đạt trọng lượng cơ thể khoảng 540–600 kg (1.190-1.320 lb), với mẫu vật lớn có cân nặng ược đạt trên 700 kg (1.500 lb), tương tự như Nai sừng tấm Alaska. Một bộ sưu tập quan trọng về loài này đó là bộ xương của chúng có thể được tìm thấy tại Bảo tàng Lịch sử Tự nhiên ở Dublin.
Nai Ireland chính là loài nặng nhất trong số các loài Nai Cựu Thế giới được phân biệt với các loài Nai Tân Thế giới ở cấu trúc của bàn chân.
Nguyên nhân dẫn tới sự tuyệt chủng của chúng không đâu khác chính bởi sự săn bắt quá mức của con người.

## Hình ảnh

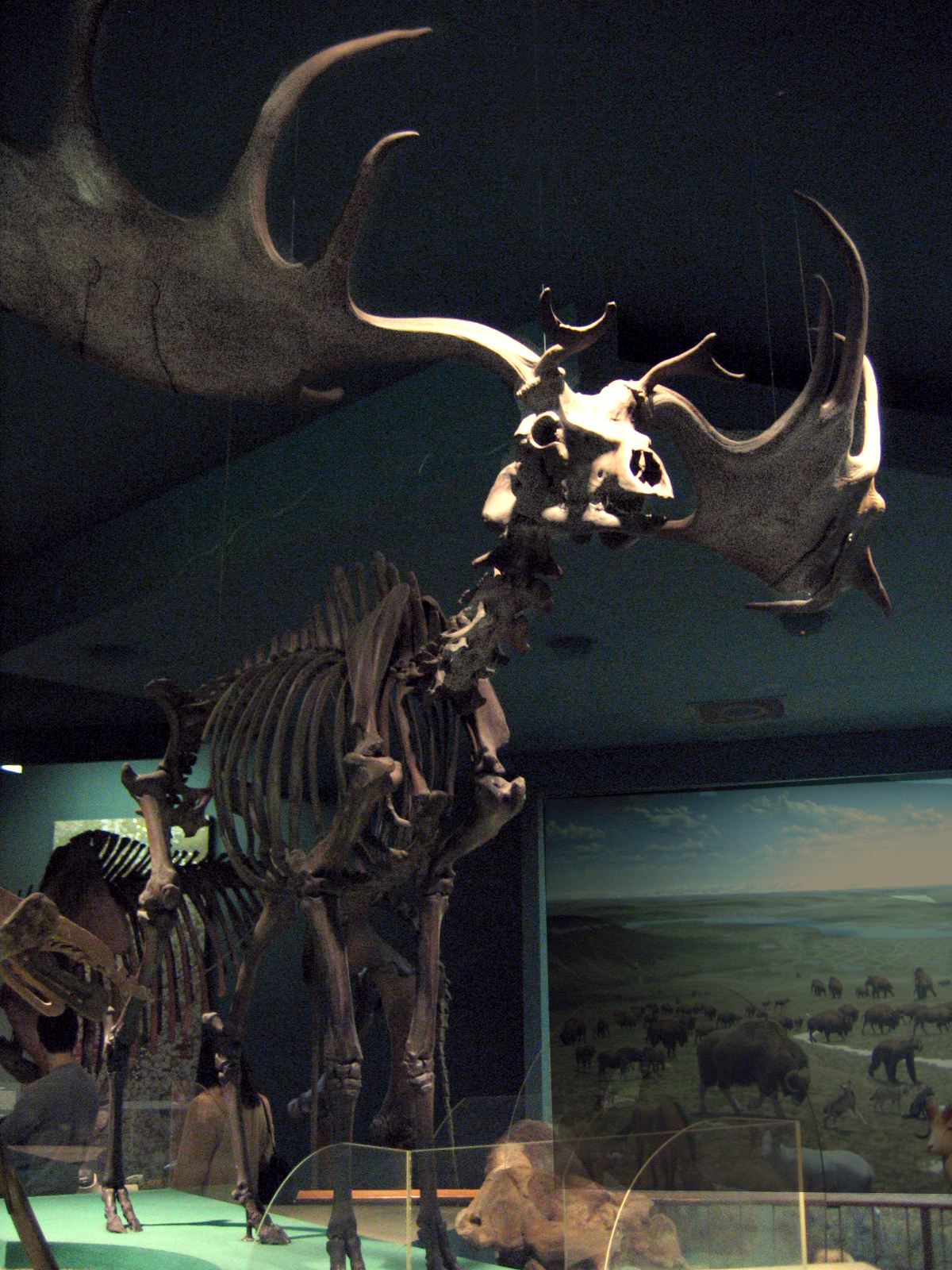
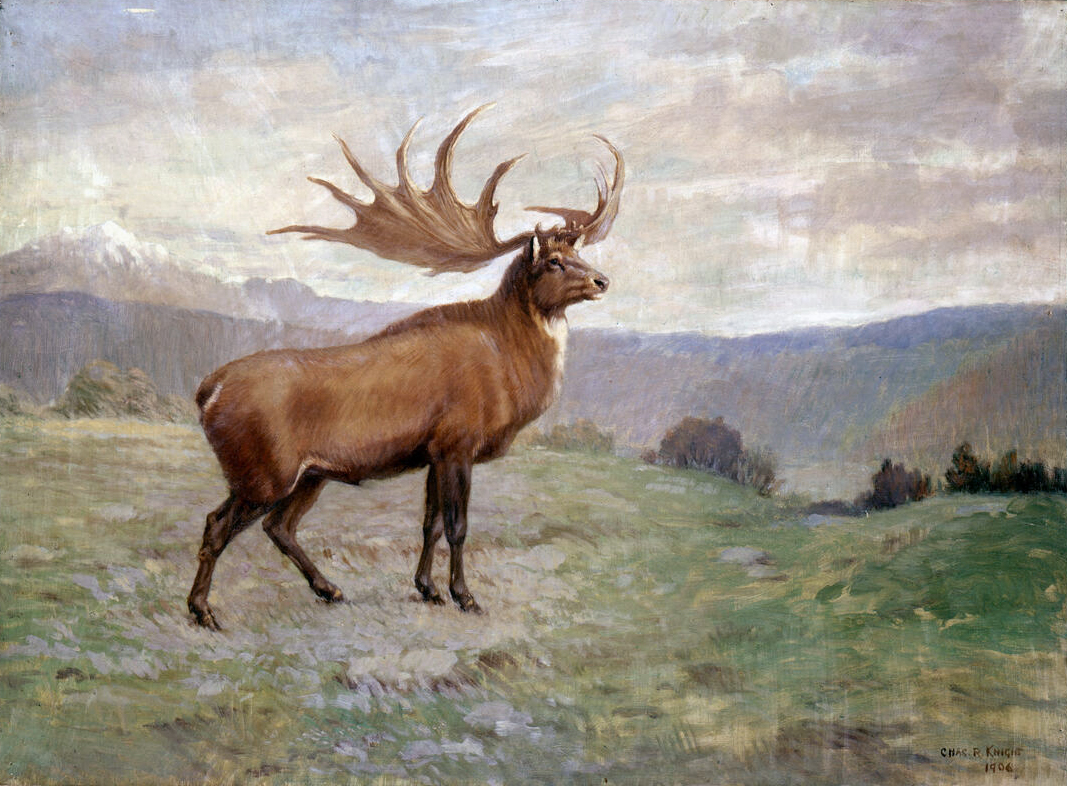
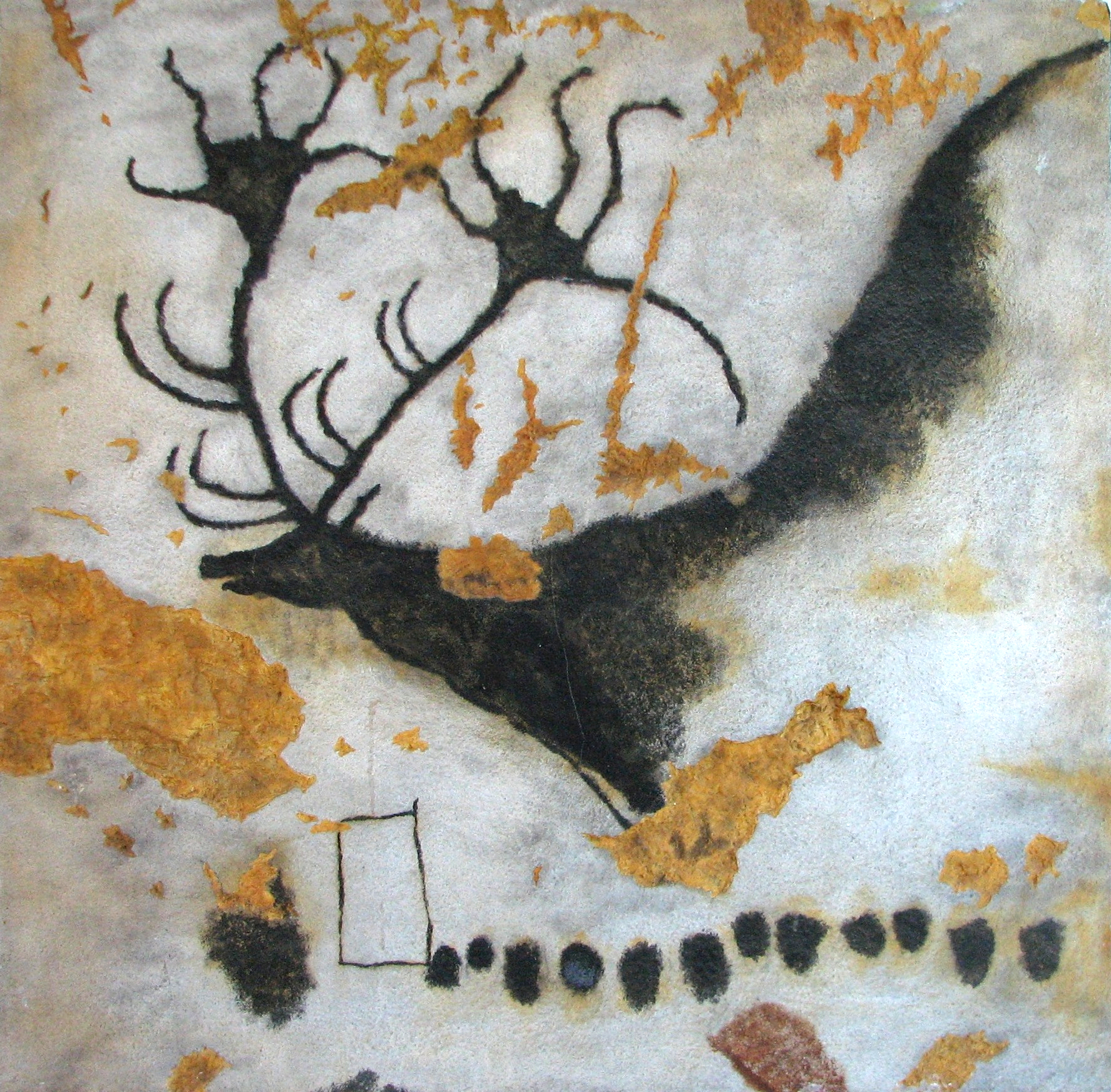
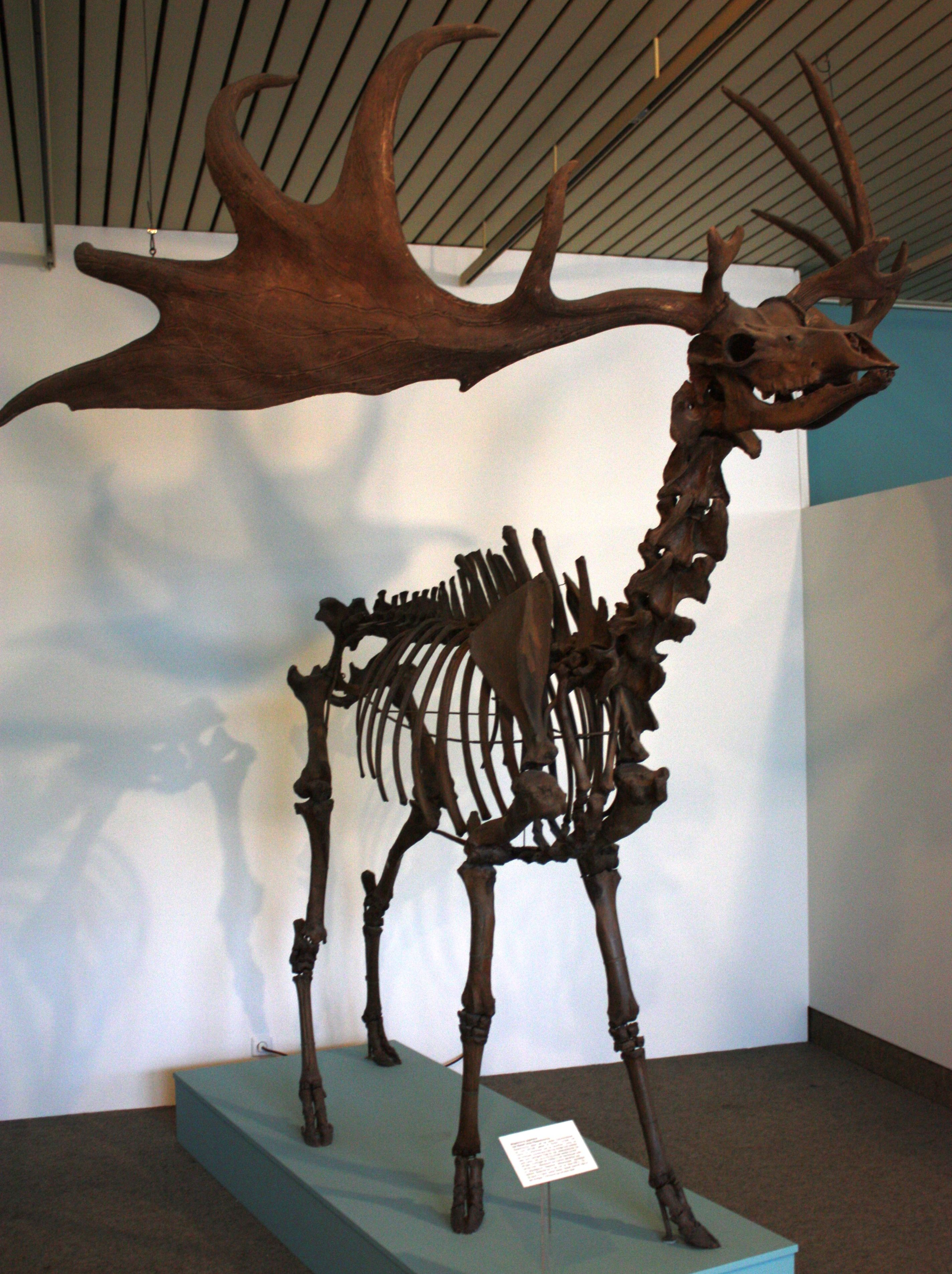